# Führerstadt
Führerstadt war im Nationalsozialismus eine von Adolf Hitler verliehene Auszeichnung für Städte auf dem Gebiet des sogenannten Dritten Reiches. Von Hitler selbst dazu bestimmte Architekten (u. a. Albert Speer sen., Paul Ludwig Troost, German Bestelmeyer, Konstanty Gutschow, Hermann Giesler, Leonhard Gall und Paul Otto August Baumgarten) entwickelten städtebauliche Umgestaltungspläne, um dem mit der Auszeichnung verbundenen Anspruch gerecht zu werden. Bedingt durch die Kriegsentwicklung wurden diese Pläne größtenteils nicht verwirklicht.
Die Führerstädte waren:
- Berlin: siehe „Welthauptstadt Germania“
- Hamburg: die „Hauptstadt der deutschen Schiffahrt“ (Ausbaupläne von Konstanty Gutschow)
- Landsberg am Lech, Sitz der Festung Landsberg mit der „Hitlerzelle“
- Linz: siehe „Patenstadt des Führers“
- München: die „Hauptstadt der Bewegung“
- Nürnberg: die „Stadt der Reichsparteitage“